# Мастерс Монте-Карло
43°45′06″ пн. ш. 7°26′26.62″ сх. д. / 43.75167° пн. ш. 7.4407278° сх. д.
Мастерс Монте-Карло — щорічний тенісний турнір для  чоловіків тенісистів-професіоналів, який проводиться в Рокбрюне-Кап-Мартіні, Франція,  комуні, яка межує з Монако. Турнір є частиною туру ATP Мастерс 1000 Асоціації тенісистів-професіоналів (ATP). Турнір проводиться на ґрунтових кортах щороку у квітні-травні. 
Чемпіонат з тенісу в Монте-Карло вперше відбувся в 1897 році. Він став "Відкритим" в 1969 році. З 1970 по 1972 рік і з 1978 по 1989 рік це був великий турнір Туру Гран-прі у рамках змагань найвищого рівня Супер серії Гран-прі. У 1973 році турнір був частиною весняних середземноморських турнірів Ротманс.  З 1974 по 1977 рік турнір входив до складу чемпіонату світу з тенісу (WCT). У 1990 році він став турніром серії Мастерс ATP. 
Починаючи з 2009 року, Монте-Карло став єдиним турніром туру ATP Мастерс 1000, в якому не обов'язково брати участь. Більшість кращих гравців все ще обирають грати тут, попри цей статус. 
Рафаель Надаль вигравав титул вісім разів поспіль між 2005 та 2012 роками, що зробило його єдиним гравцем, який виграв вісім титулів поспіль на тому ж турнірі. У 2017 році, у своєму 11-му фіналі проти Альберта Рамоса Віньоласа, він виграв титул рекордний за "Відкритої ери" 10-й раз. Наступного року Надаль покращив цей рекорд до 11 перемог у фіналі проти Кеі Нішікорі. 

## Фінали
З 1968 року:

### Одиночний розряд
| Рік  | Переможець                                                        | Фіналіст                                                          | Рахунок                                                           |
| ---- | ----------------------------------------------------------------- | ----------------------------------------------------------------- | ----------------------------------------------------------------- |
| 1968 | Нікола П'єтранджелі                                               | Олександр Метревелі                                               | 6–2, 6–2                                                          |
| 1969 | Том Оккер                                                         | Джон Ньюкомб                                                      | 8–10, 6–1, 7–5, 6–3                                               |
| 1970 | Желько Франулович                                                 | Мануель Орантес                                                   | 6–4, 6–3, 6–3                                                     |
| 1971 | Іліє Настасе                                                      | Том Оккер                                                         | 3–6, 8–6, 6–1, 6–1                                                |
| 1972 | Іліє Настасе (2)                                                  | Франтішек Пала                                                    | 6–1, 6–0, 6–3                                                     |
| 1973 | Іліє Настасе (3)                                                  | Б'єрн Борг                                                        | 6–4, 6–1, 6–2                                                     |
| 1974 | Ендрю Паттісон                                                    | Іліє Настасе                                                      | 5–7, 6–3, 6–4                                                     |
| 1975 | Мануель Орантес                                                   | Боб Г'юїтт                                                        | 6–2, 6–4                                                          |
| 1976 | Гільєрмо Вілас                                                    | Войцех Фібак                                                      | 6–1, 6–1, 6–4                                                     |
| 1977 | Б'єрн Борг                                                        | Коррадо Барадзутті                                                | 6–3, 7–5, 6–0                                                     |
| 1978 | Рауль Рамірес                                                     | Томаш Шмід                                                        | 6–3, 6–3, 6–4                                                     |
| 1979 | Б'єрн Борг (2)                                                    | Вітас Ґерулайтіс                                                  | 6–2, 6–1, 6–3                                                     |
| 1980 | Б'єрн Борг (3)                                                    | Гільєрмо Вілас                                                    | 6–1, 6–0, 6–2                                                     |
| 1981 | (Без переможця)                                                   | Джиммі Коннорс Гільєрмо Вілас                                     | 5–5 (припинено через дощ)                                         |
| 1982 | Гільєрмо Вілас (2)                                                | Іван Лендл                                                        | 6–1, 7–6, 6–3                                                     |
| 1983 | Матс Віландер                                                     | Мел Перселл                                                       | 6–1, 6–2, 6–3                                                     |
| 1984 | Генрік Сундстрем                                                  | Матс Віландер                                                     | 6–3, 7–5, 6–2                                                     |
| 1985 | Іван Лендл                                                        | Матс Віландер                                                     | 6–1, 6–3, 4–6, 6–4                                                |
| 1986 | Йоакім Нюстрем                                                    | Яннік Ноа                                                         | 6–3, 6–2                                                          |
| 1987 | Матс Віландер (2)                                                 | Джиммі Аріас                                                      | 4–6, 7–5, 6–1, 6–3                                                |
| 1988 | Іван Лендл (2)                                                    | Мартін Хайте                                                      | 5–7, 6–4, 7–5, 6–3                                                |
| 1989 | Альберто Манчіні                                                  | Борис Бекер                                                       | 7–5, 2–6, 7–6, 7–5                                                |
| 1990 | Андрій Чесноков                                                   | Томас Мустер                                                      | 7–5, 6–3, 6–3                                                     |
| 1991 | Серхі Бругера                                                     | Борис Бекер                                                       | 5–7, 6–4, 7–6(8–6), 7–6(7–4)                                      |
| 1992 | Томас Мустер                                                      | Аарон Крікштейн                                                   | 6–3, 6–1, 6–3                                                     |
| 1993 | Серхі Бругера (2)                                                 | Седрік Пйолін                                                     | 7–6(7–2), 6–0                                                     |
| 1994 | Андрій Медведєв                                                   | Серхі Бругера                                                     | 7–5, 6–1, 6–3                                                     |
| 1995 | Томас Мустер (2)                                                  | Борис Бекер                                                       | 4–6, 5–7, 6–1, 7–6(8–6), 6–0                                      |
| 1996 | Томас Мустер (3)                                                  | Альберт Коста                                                     | 6–3, 5–7, 4–6, 6–3, 6–2                                           |
| 1997 | Марсело Ріос                                                      | Алекс Корретха                                                    | 6–4, 6–3, 6–3                                                     |
| 1998 | Карлос Моя                                                        | Седрік Пйолін                                                     | 6–3, 6–0, 7–5                                                     |
| 1999 | Густаво Куертен                                                   | Марсело Ріос                                                      | 6–4, 2–1 відмова                                                  |
| 2000 | Седрік Пйолін                                                     | Домінік Грбати                                                    | 6–4, 7–6(7–3), 7–6(8–6)                                           |
| 2001 | Густаво Куертен (2)                                               | Хішам Аразі                                                       | 6–3, 6–2, 6–4                                                     |
| 2002 | Хуан Карлос Ферреро                                               | Карлос Моя                                                        | 7–5, 6–3, 6–4                                                     |
| 2003 | Хуан Карлос Ферреро (2)                                           | Гільєрмо Кор'я                                                    | 6–2, 6–2                                                          |
| 2004 | Гільєрмо Кор'я                                                    | Райнер Шуттлер                                                    | 6–2, 6–1, 6–3                                                     |
| 2005 | Рафаель Надаль                                                    | Гільєрмо Кор'я                                                    | 6–3, 6–1, 0–6, 7–5                                                |
| 2006 | Рафаель Надаль (2)                                                | Роджер Федерер                                                    | 6–2, 6–7(2–7), 6–3, 7–6(7–5)                                      |
| 2007 | Рафаель Надаль (3)                                                | Роджер Федерер                                                    | 6–4, 6–4                                                          |
| 2008 | Рафаель Надаль (4)                                                | Роджер Федерер                                                    | 7–5, 7–5                                                          |
| 2009 | Рафаель Надаль (5)                                                | Новак Джокович                                                    | 6–3, 2–6, 6–1                                                     |
| 2010 | Рафаель Надаль (6)                                                | Фернандо Вердаско                                                 | 6–0, 6–1                                                          |
| 2011 | Рафаель Надаль (7)                                                | Давид Феррер                                                      | 6–4, 7–5                                                          |
| 2012 | Рафаель Надаль (8)                                                | Новак Джокович                                                    | 6–3, 6–1                                                          |
| 2013 | Новак Джокович                                                    | Рафаель Надаль                                                    | 6–2, 7–6(7–1)                                                     |
| 2014 | Стен Вавринка                                                     | Роджер Федерер                                                    | 4–6, 7–6(7–5), 6–2                                                |
| 2015 | Новак Джокович (2)                                                | Томаш Бердих                                                      | 7–5, 4–6, 6–3                                                     |
| 2016 | Рафаель Надаль (9)                                                | Гаель Монфіс                                                      | 7–5, 5–7, 6–0                                                     |
| 2017 | Рафаель Надаль (10)                                               | Альберт Рамос-Віньолас                                            | 6–1, 6–3                                                          |
| 2018 | Рафаель Надаль (11)                                               | Кеі Нішікорі                                                      | 6–3, 6–2                                                          |
| 2019 | Фабіо Фоніні                                                      | Душан Лайович                                                     | 6−3, 6−4                                                          |
| 2020 | Турнір не проводився (через пандемію коронавірусної хвороби 2019) | Турнір не проводився (через пандемію коронавірусної хвороби 2019) | Турнір не проводився (через пандемію коронавірусної хвороби 2019) |
| 2021 | Стефанос Ціціпас                                                  | Андрій Рубльов                                                    | 6−3, 6−3                                                          |
| 2022 | Стефанос Ціціпас (2)                                              | Алехандро Давидович Фокіна                                        | 6−3, 7–6(7–3)                                                     |
| 2023 | Андрій Рубльов                                                    | Гольгер Руне                                                      | 5−7, 6−2, 7−5                                                     |
| 2024 | Стефанос Ціціпас (3)                                              | Каспер Рууд                                                       | 6−1, 6–4                                                          |
| 2025 | Карлос Алькарас                                                   | Лоренцо Музетті                                                   | 3–6, 6–1, 6–0                                                     |

### Парний розряд
| Рік  | Переможець                                                        | Фіналіст                                                          | Рахунок                                                           |
| ---- | ----------------------------------------------------------------- | ----------------------------------------------------------------- | ----------------------------------------------------------------- |
| 1968 | Сергій Ліхачов Олександр Метревелі                                | Патріс Бест Даніель Конте                                         | 5–7, 9–7, 6–4, 5–7, 7–5                                           |
| 1969 | Овен Девідсон Джон Ньюкомб                                        | Панчо Гонсалес Денніс Ралстон                                     | 7–5, 11–13, 6–2, 6–1                                              |
| 1970 | Марті Ріссен Роджер Тейлор                                        | П’єр Бартес Нікола Пилич                                          | 6–3, 6–4, 6–2                                                     |
| 1971 | Іліє Настасе Йон Ціріак                                           | Том Оккер Роджер Тейлор                                           | 1–6, 6–3, 6–3, 8–6                                                |
| 1972 | Патріс Бест Даніель Конте                                         | Їржі Гржебец Франтішек Пала                                       | 3–6, 6–1, 12–10, 6–2                                              |
| 1973 | Хуан Гісберт, ст. Іліє Настасе (2)                                | Жорж Говен Патрік Пруазі                                          | 6–2, 6–2, 6–2                                                     |
| 1974 | Джон Александер Філ Дент                                          | Мануель Орантес Тоні Роше                                         | 7–6, 4–6, 7–6, 6–3                                                |
| 1975 | Боб Г'юїтт Фрю Макміллан                                          | Артур Еш Том Оккер                                                | 6–3, 6–2                                                          |
| 1976 | Войцех Фібак Карл Майлер                                          | Б'єрн Борг Гільєрмо Вілас                                         | 7–6, 6–1                                                          |
| 1977 | Франсуа Жоффре Ян Кодеш                                           | Войцех Фібак Том Оккер                                            | 2–6, 6–3, 6–2                                                     |
| 1978 | Пітер Флемінг Томаш Шмід                                          | Хайме Фійоль Іліє Настасе                                         | 6–4, 7–5                                                          |
| 1979 | Іліє Настасе (3) Рауль Рамірес                                    | Віктор Печчі Балаж Тароці                                         | 6–3, 6–4                                                          |
| 1980 | Паоло Бертолуччі Адріано Панатта                                  | Вітас Ґерулайтіс Джон Макінрой                                    | 6–2, 5–7, 6–4                                                     |
| 1981 | Гайнц Гюнтгардт Балаж Тароці                                      | Павел Сложил Томаш Шмід                                           | 6–3, 6–3                                                          |
| 1982 | Пітер Макнамара Пол Макнамі                                       | Марк Едмондсон Шервуд Стюарт                                      | 6–7, 7–6, 6–3                                                     |
| 1983 | Гайнц Гюнтгардт (2) Балаж Тароці (2)                              | Анрі Леконт Яннік Ноа                                             | 6–2, 6–4                                                          |
| 1984 | Марк Едмондсон Шервуд Стюарт                                      | Ян Гуннарссон Матс Віландер                                       | 6–2, 6–1                                                          |
| 1985 | Павел Сложил Томаш Шмід (2)                                       | Шломо Глікштейн Шахар Перкісс                                     | 6–2, 6–3                                                          |
| 1986 | Гі Форже Яннік Ноа                                                | Йоакім Нюстрем Матс Віландер                                      | 6–4, 3–6, 6–4                                                     |
| 1987 | Ганс Гільдемайстер Андрес Гомес                                   | Мансур Бахрамі Мікаель Мортенсен                                  | 6–2, 6–4                                                          |
| 1988 | Серхіо Касаль Еміліо Санчес Вікаріо                               | Анрі Леконт Іван Лендл                                            | 6–1, 6–3                                                          |
| 1989 | Томаш Шмід (3) Марк Вудфорд                                       | Паоло Кане Дієго Наргісо                                          | 1–6, 6–4, 6–2                                                     |
| 1990 | Петр Корда Томаш Шмід (4)                                         | Андрес Гомес Хав'єр Санчес                                        | 6–4, 7–6                                                          |
| 1991 | Люк Єнсен Лорі Вордер                                             | Паул Гаргейс Марк Куверманс                                       | 5–7, 7–6, 6–4                                                     |
| 1992 | Борис Бекер Міхаель Штіх                                          | Петр Корда Карел Новачек                                          | 6–4, 6–4                                                          |
| 1993 | Стефан Едберг Петр Корда                                          | Паул Гаргейс Марк Куверманс                                       | 3–6, 6–2, 7–6                                                     |
| 1994 | Ніклас Культі Магнус Ларссон                                      | Євген Кафельников Даніель Вацек                                   | 3–6, 7–6, 6–4                                                     |
| 1995 | Якко Елтінг Паул Гаргейс                                          | Луїс Лобо Хав'єр Санчес                                           | 6–3, 6–4                                                          |
| 1996 | Елліс Феррейра Ян Сімерінк                                        | Йонас Бйоркман Ніклас Культі                                      | 2–6, 6–3, 6–2                                                     |
| 1997 | Доналд Джонсон Франсіско Монтана                                  | Якко Елтінг Паул Гаргейс                                          | 7–6, 2–6, 7–6                                                     |
| 1998 | Якко Елтінг (2) Паул Гаргейс (2)                                  | Тодд Вудбрідж Марк Вудфорд                                        | 6–4, 6–2                                                          |
| 1999 | Олів'є Делетр Тім Генман                                          | Їржі Новак Давід Рікл                                             | 6–2, 6–3                                                          |
| 2000 | Вейн Феррейра Євген Кафельников                                   | Паул Гаргейс Сендон Столл                                         | 6–3, 2–6, 6–1                                                     |
| 2001 | Йонас Бйоркман Тодд Вудбрідж                                      | Джошуа Ігл Ендрю Флорент                                          | 3–6, 6–4, 6–2                                                     |
| 2002 | Йонас Бйоркман (2) Тодд Вудбрідж (2)                              | Паул Гаргейс Євген Кафельников                                    | 6–3, 3–6, [10–7]                                                  |
| 2003 | Магеш Бгупаті Максим Мирний                                       | Мікаель Льодра Фабріс Санторо                                     | 6–4, 3–6, 7–6                                                     |
| 2004 | Тім Генман (2) Ненад Зімоньїч                                     | Гастон Етліс Мартін Родрігес                                      | 7–5, 6–2                                                          |
| 2005 | Леандер Паес Ненад Зімоньїч (2)                                   | Боб Браян Майк Браян                                              | (Технічна поразка)                                                |
| 2006 | Йонас Бйоркман (3) Максим Мирний (2)                              | Фабріс Санторо Ненад Зімоньїч                                     | 6–2, 7–6                                                          |
| 2007 | Боб Браян Майк Браян                                              | Жульєн Беннето Рішар Гаске                                        | 6–2, 6–1                                                          |
| 2008 | Рафаель Надаль Томмі Робредо                                      | Магеш Бгупаті Марк Ноулз                                          | 6–3, 6–3                                                          |
| 2009 | Деніел Нестор Ненад Зімоньїч (3)                                  | Боб Браян Майк Браян                                              | 6–1, 6–4                                                          |
| 2010 | Деніел Нестор (2) Ненад Зімоньїч (4)                              | Магеш Бгупаті Максим Мирний                                       | 6–3, 2–0 відмова                                                  |
| 2011 | Боб Браян (2) Майк Браян (2)                                      | Хуан Ігнасіо Чела Бруно Соарес                                    | 6–3, 6–2                                                          |
| 2012 | Боб Браян (3) Майк Браян (3)                                      | Максим Мирний Деніел Нестор                                       | 6–2, 6–3                                                          |
| 2013 | Жульєн Беннето Ненад Зімоньїч (5)                                 | Боб Браян Майк Браян                                              | 4–6, 7–6(7–4), [14–12]                                            |
| 2014 | Боб Браян (4) Майк Браян (4)                                      | Іван Додіг Марсело Мело                                           | 6–3, 3–6, [10–8]                                                  |
| 2015 | Боб Браян (5) Майк Браян (5)                                      | Сімоне Болеллі Фабіо Фоніні                                       | 7–6(7–3), 6–1                                                     |
| 2016 | П'єр-Юг Ербер Ніколя Маю                                          | Джеймі Маррей Бруно Соарес                                        | 4–6, 6–0, [10–6]                                                  |
| 2017 | Роган Бопанна Пабло Куевас                                        | Фелісіано Лопес Марк Лопес                                        | 6–3, 3–6, [10–4]                                                  |
| 2018 | Боб Браян (6) Майк Браян (6)                                      | Олівер Марах Мате Павич                                           | 7–6(7–5), 6-3                                                     |
| 2019 | Нікола Мектич Франко Шкугор                                       | Робін Гаасе Веслі Колгоф                                          | 6–7(3–7), 7–6(7–3), [11–9]                                        |
| 2020 | Турнір не проводився (через пандемію коронавірусної хвороби 2019) | Турнір не проводився (через пандемію коронавірусної хвороби 2019) | Турнір не проводився (через пандемію коронавірусної хвороби 2019) |
| 2021 | Нікола Мектич Мате Павич                                          | Ден Еванс Ніл Скупскі                                             | 6–3, 4–6, [10–7]                                                  |
| 2022 | Ражів Рам Джо Солсбері                                            | Хуан Себастьян Кабаль Роберт Фара                                 | 6–4, 3–6, [10–7]                                                  |
| 2023 | Іван Додіг Остін Крайчек                                          | Ромен Арнеодо Зам Вайсборн                                        | 6–0, 4–6, [14–12]                                                 |
| 2024 | Сандер Жіє Йоран Вліґен                                           | Марсело Мело Александр Зверєв                                     |                                                                   |
| 2025 | Ромен Арнеодо Мануель Гінар                                       | Джуліан Кеш Ллойд Ґласспул                                        | 1–6, 7–6(10–8), [10–8]                                            |

## Рекорди
Джерело: The tennisbase 

### Одиночний розряд
| Титулів                | Рафаель Надаль               | 11                 |
| Фіналів                | Рафаель Надаль               | 12                 |
| Титулів поспіль        | Рафаель Надаль (2005 - 2012) | 8                  |
| Фіналів поспіль        | Рафаель Надаль (2005 - 2013) | 9                  |
| Зіграних матчів        | Рафаель Надаль               | 72                 |
| Виграно матчів         | Рафаель Надаль               | 68                 |
| Виграно поспіль матчів | Рафаель Надаль               | 46                 |
| Участь у турнірі       | Фабріс Санторо               | 17                 |
| Процент перемог        | Реджинальд Догерті           | 100%               |
| Процент перемог        | П'єр Пелліцца                | 100%               |
| Наймолодший чемпіон    | Матс Віландер                | 18р, 7м, 7д (1983) |
| Найстарший чемпіон     | Гордон Лоу                   | 38р, 8м, 6д (1923) |

### Парний розряд
| Рекорд перемог — команда       | Боб Браян Майк Браян | 6 |
| Рекорд перемог — індивідуально | Боб Браян            | 6 |
| Рекорд перемог — індивідуально | Майк Браян           | 6 |

## Зовнішні посилання
- Офіційний вебсайт турніру [Архівовано 19 квітня 2016 у Wayback Machine.]
- Профіль турніру ATP [Архівовано 28 серпня 2020 у Wayback Machine.]
- Офіційний прямий ефір всіх матчів [Архівовано 14 березня 2022 у Wayback Machine.]